# 지각 변동

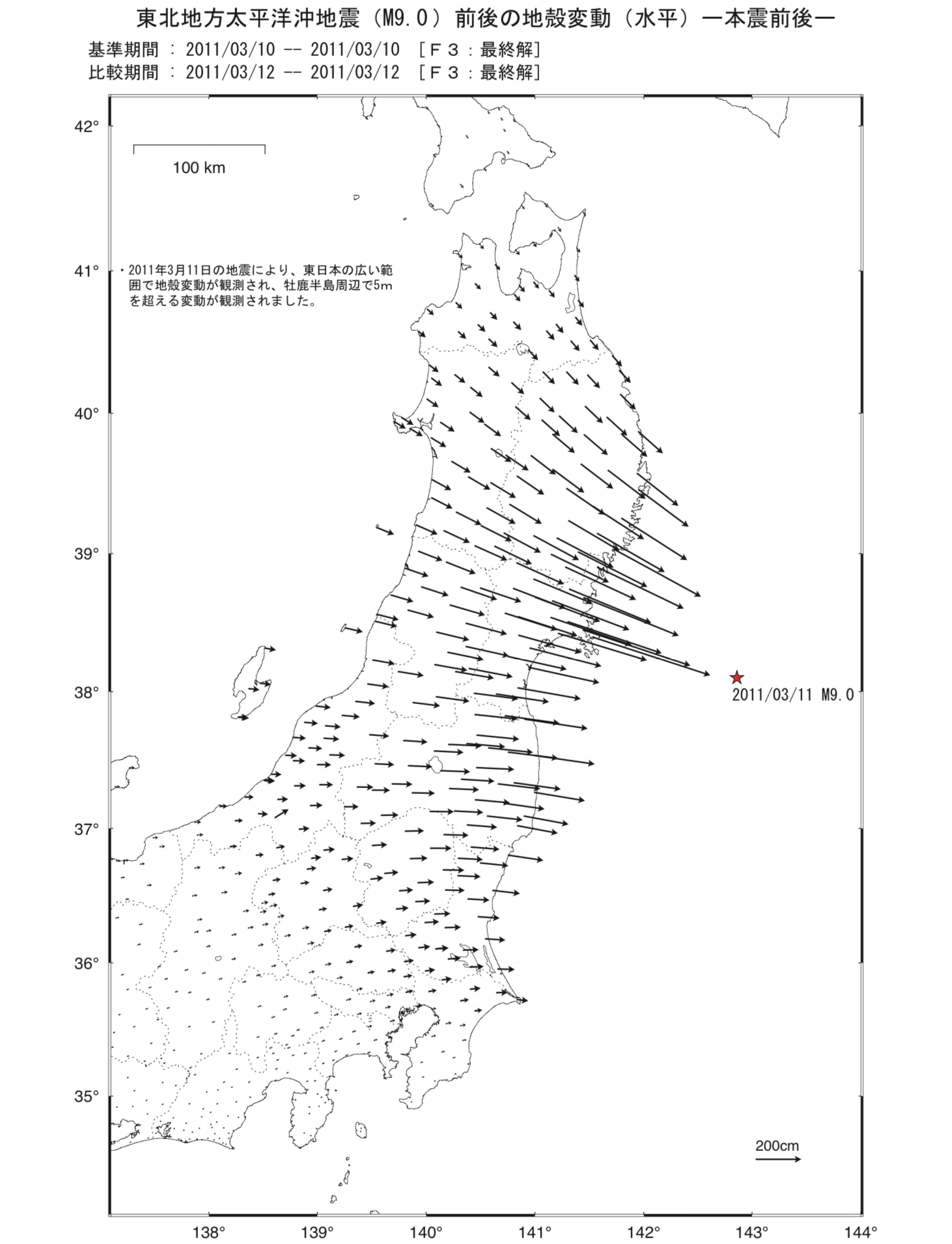
2011년 도호쿠 지진에의한 지각변동

지각 변동(地殼變動, diastrophism)은 지각이 변형되는 것을 가리키며 특히 습곡과 단층에 영향을 준다. 지각 변동은 구축학의 일부로 간주할 수 있다. 지각 변동의 영어 낱말 diastrophism은 비틀리는 것을 뜻하는 그리스어 낱말에서 비롯한다.
곡동(曲動) 또는 요곡(撓曲)은 광범위한 지역에 걸쳐서 완만하게 일어나는 상하 방향의 지각 변동을 일컫는 말이다.

## 개요
지각은 대륙 지역에서는 두꺼워서 그 두께가 30∼40km 정도지만, 해양 지역에서는 얇어서 5∼6km에 지나지 않는다. 습곡(褶曲)산맥 아래에서는 50∼60km에 이르는 곳도 있다. 대륙지역의 지각은 밀도가 다른 상하 두 층으로 나뉜다. 상층은 하층에 비하여 밀도가 약간 작고 화강암 비슷한 물질로 이루어져 있다. 하층은 현무암 비슷한 물질로 이루어져 있으며, 해양지역의 지각은 현무암질의 하층만으로 되어 있다. 지각의 표면은 복잡한 기복이 있어서, 지각을 이루는 암석은 화성암이 가장 많고, 퇴적암(堆積岩)·변성암(變成岩)이 그 다음으로 많다. 이들 암석은 40∼50억년에 이르는 지구의 오랜 역사를 통하여 생긴 지각변동의 산물이다. 그러므로 지각을 이루는 암석의 성질이나 지각의 구조를 살펴봄으로써 지각의 생성이나 역사를 알아볼 수가 있다.

## 참고 문헌
- Chorley, Richard J. (1963). "Diastrophic Background to Twentieth-Century Geomorphological Thought". Geological Society of America Bulletin 74(8): pp. 953–970.
- McKnight, Tom L; Hess, Darrel (2000). 〈The Internal Processes: Diastrophism〉. 《Physical Geography: A Landscape Appreciation》. Upper Saddle River, NJ: Prentice Hall. 409쪽. ISBN 0-13-020263-0.